# レナード・シフリート

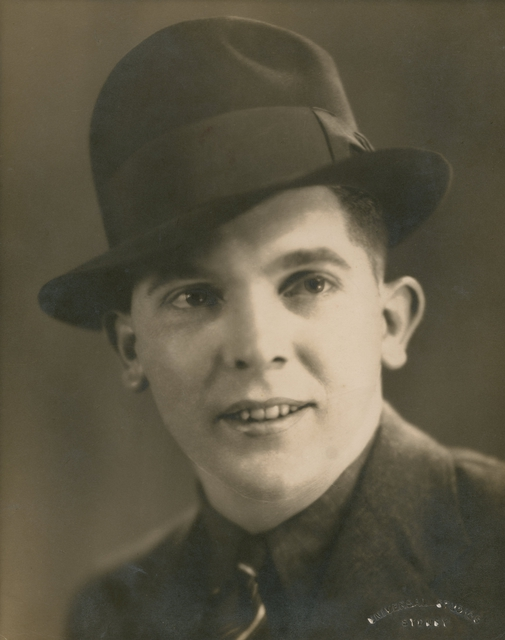
レナード・シフリート（1941年頃）

レナード・ジョージ・シフリート（Leonard George Siffleet、1916年1月14日 - 1943年10月24日）は第二次世界大戦当時のオーストラリアの軍人である。 ニューサウスウェールズ州ガネダに生まれ、1941年に志願兵のみからなる第二オーストラリア帝国軍に参加し、1943年までには軍曹に昇進した。M特別部隊に配属された彼は、パプアニューギニアでの特殊任務中に3人のアンボン人の同伴者とともに現地パルチザンに捕らえられ、日本軍に引き渡された。3人全員が日本軍により尋問、拷問され、のちに斬首により処刑された。斬首される寸前のシフリートの写真は第二次世界大戦の長く記憶され続ける光景のひとつとなった。なお、彼は同じくニューギニアで日本軍に斬首処刑されたオーストラリア兵士ビル・ニュートンのように彼と同じような運命を辿った他の軍人のものと混同されることが多かった。

## 経歴

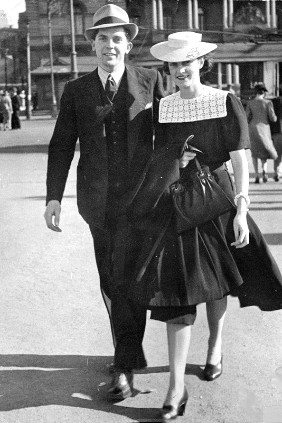
1941年に撮影されたシフリートと彼の交際者クラリス・レーン

レナード・ジョージ・シフリートは1916年1月14日、オーストラリア東南部のニューサウスウェールズ州ガネダに生まれた。オランダ系の移動労働者の息子で、一人の姉妹と二人の兄弟がいた。シフリートは1930年代にシドニーに移住し、警察に就職しようとしたが、視力が悪かったため失敗した。それにもかかわらず彼は1940年8月には市民軍に召集され、王立オーストラリア空軍リッチモンド基地のサーチライト部署に配属された。
市民軍からは3か月後に解雇され、シフリートは家族のもとに戻り、母の死のあと彼らの世話を手伝った。1941年9月に第二オーストラリア帝国軍に参加したとき、彼は店員として働いていた。ニューサウスウェールズ州イングルバーンを拠点にする信号部隊に割り当てられ、二回無断で隊を離れたとされる。このときまでに彼はクラリス・レーンとの交際を開始していた。

## ニューギニア戦線
メルボルン工科大学の無線通信科で研修を終えたのち、シフリートは1942年9月の特別任務に志願し、メルボルンの連合軍情報部の偵察局（SRD: Services Reconnaissance Department）に配置された。10月に彼はZ特別部隊に参加し、さらなる訓練のためクイーンズランド州最北部のケアンズに異動した。SRDのオランダ科に無線通信手として割り当てられた彼は、1943年5月に軍曹に昇進した。同月、彼は海を渡ってオランダ領ニューギニアのM特別部隊に配置換えされ、ホーランディアの奥の丘陵地帯に沿岸監視基地を設営する作戦に従事した。沿岸監視部隊指揮官であったエリック・フェルドによれば、「若く有能で、オーストラリア帝国軍で最良の類の下士官」だった彼は、オランダ王立海軍のH.N.スタバーマン軍曹に率いられ、H.パティワルとM.リハリングという2人のアンボン人二等兵を含んだ4人の小隊に加わった。 ワイトリングと命名されたこの作戦での彼らの任務は、ロウクスト作戦に従事するほかの隊と協調して行動することだった。
スタバーマンの偵察隊は7月にニューギニア北東部で任務を開始し、8月と9月の間山がちな地形の中を移動した。あるときスタバーマンとパティワルは本隊の二人から離れ付近の田舎の更なる調査に出たが、そこで現地住民の集団に待ち伏せされた。 二人とも捕虜となり殺害されたとされたが、実際に殺害されたのはスタバーマンのみでパティワルのみ後に脱出に成功し本隊に合流した。シフリートはロウクスト作戦を率いたフライヤー中尉に現地人と日本人の見回りの危険についての警告を送信し、その中で日本軍に入手されることを恐れて暗号表を焼き通信機を埋める準備をしているのだと示唆した。10月初旬を最後にシフリート隊からの連絡は途絶えた。シフリートの婚約者クラリス・レーンは一方で7月と9月に連合軍諜報部からシフリートは無事で健康だという手紙を受け取っていた（なお、この手紙でクラリスは"Clarice"ではなく"Clemice"という間違った名を使われていた） 。

## 死とその後

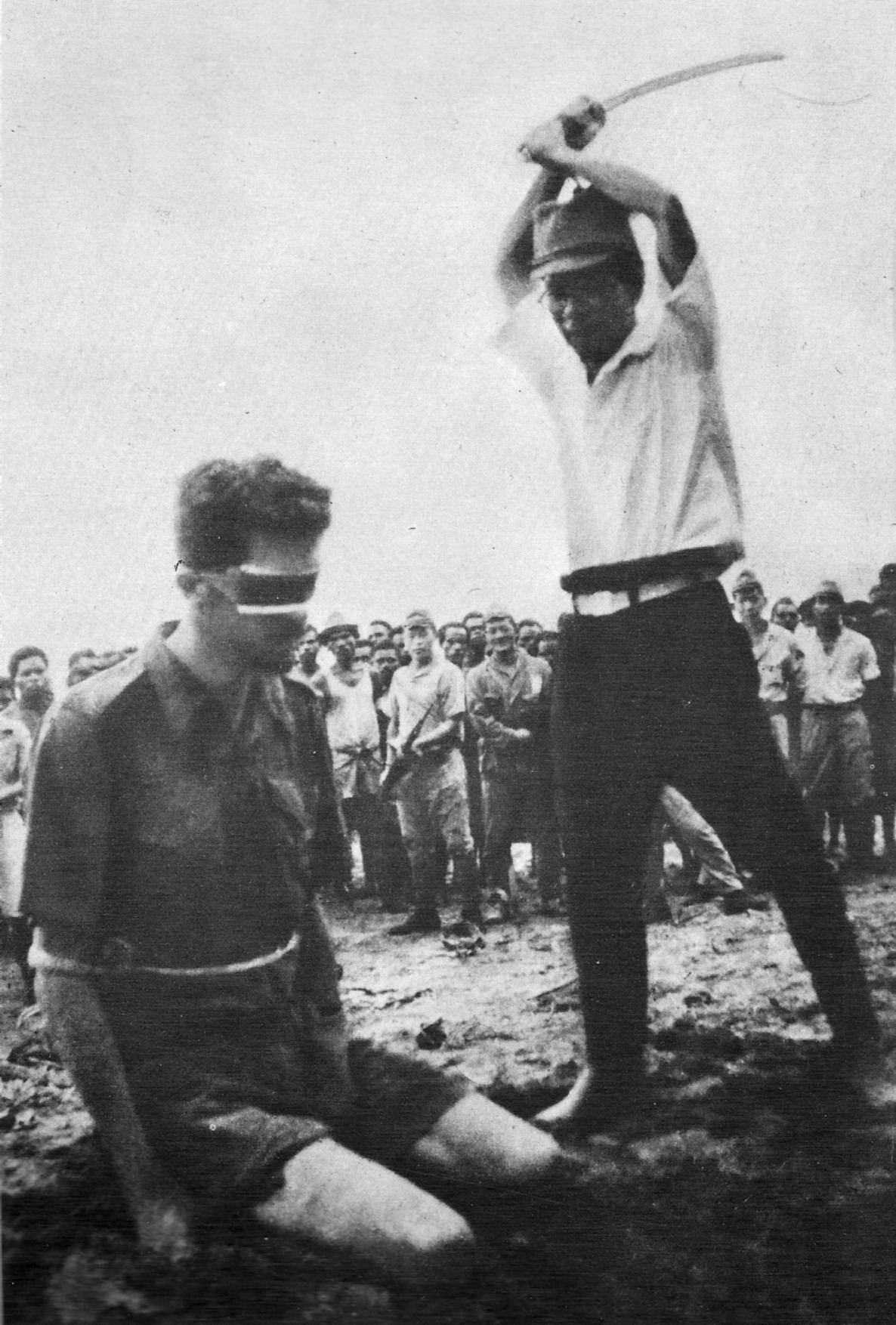
日本軍に処刑されるシフリート（1943年）

パティワルがシフリートとリハリングの本体に再合流した後、彼らはオランダ領との国境に到達しようと試みた。しかし、彼らはアイタぺ付近で100人ほどの現地住民に待ち伏せされ、シフリートが現地住民のうち一人を撃ち負傷させた短い乱闘の後、彼らは捕らえられ日本軍に引き渡された。彼らは尋問と拷問を受けつつ監禁され、約二週間後の1943年10月24日午後にアイタぺの砂浜に連行された。彼らはそこで縛られて目隠しをされ、日本人と現地住民の見物人に囲まれた。そしてそこで日本の第二特別根拠隊司令官鎌田道章海軍少将（後に海軍中将）の命令により日本刀を使って斬首・処刑された。シフリートの斬首を実行した日本兵ヤスノ・チカオ（漢字表記不明）は斬首中の彼の写真を撮るようある二等兵に命令した。 ヤスノはその後、終戦前に死亡したとも、戦後戦犯として絞首刑判決を受けるも減刑され10年間の懲役に服したとも言われる。
1944年4月、アメリカ軍はホーランディア付近で戦死した日本軍中佐の所持品からシフリート処刑時の写真を発見した。この写真は、唯一現存する日本軍に処刑されたヨーロッパ系戦争捕虜の処刑を記録したものだと考えられている。  写真はライフ誌やオーストラリアの新聞各紙で報道されたが、当時はサラマウアで日本軍に捕らえられ1943年3月29日に斬首されたビル・ニュートン空軍中尉のものだと考えられていた。 のちに写真のオーストラリア戦争記念館での展示が開始された。1945年に写真中の人物はシフリートだと肯定的に証明されたにもかかわらず、以後も時折ニュートンのものだとされることがあった。シフリートはラエにある戦争記念施設でこの地域で命を落とし遺体が特定されていない他のブリティッシュ・コモンウェルスの兵士たちとともに追悼されている。 2015年5月にはシフリートを追悼する国立公園がアイタぺに新たに開設された。